# 台7線

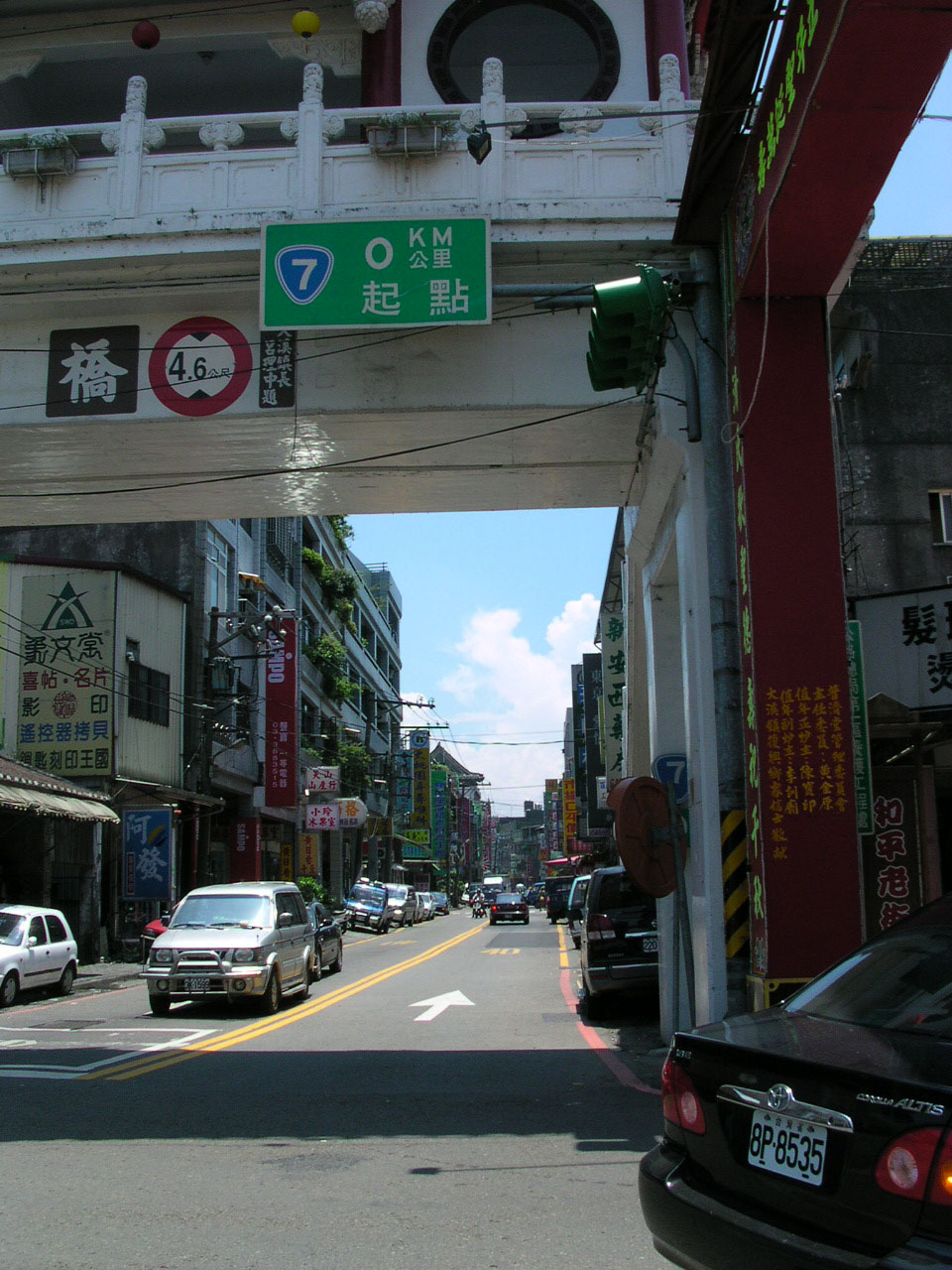
臺7線舊起點，位於桃園大溪。

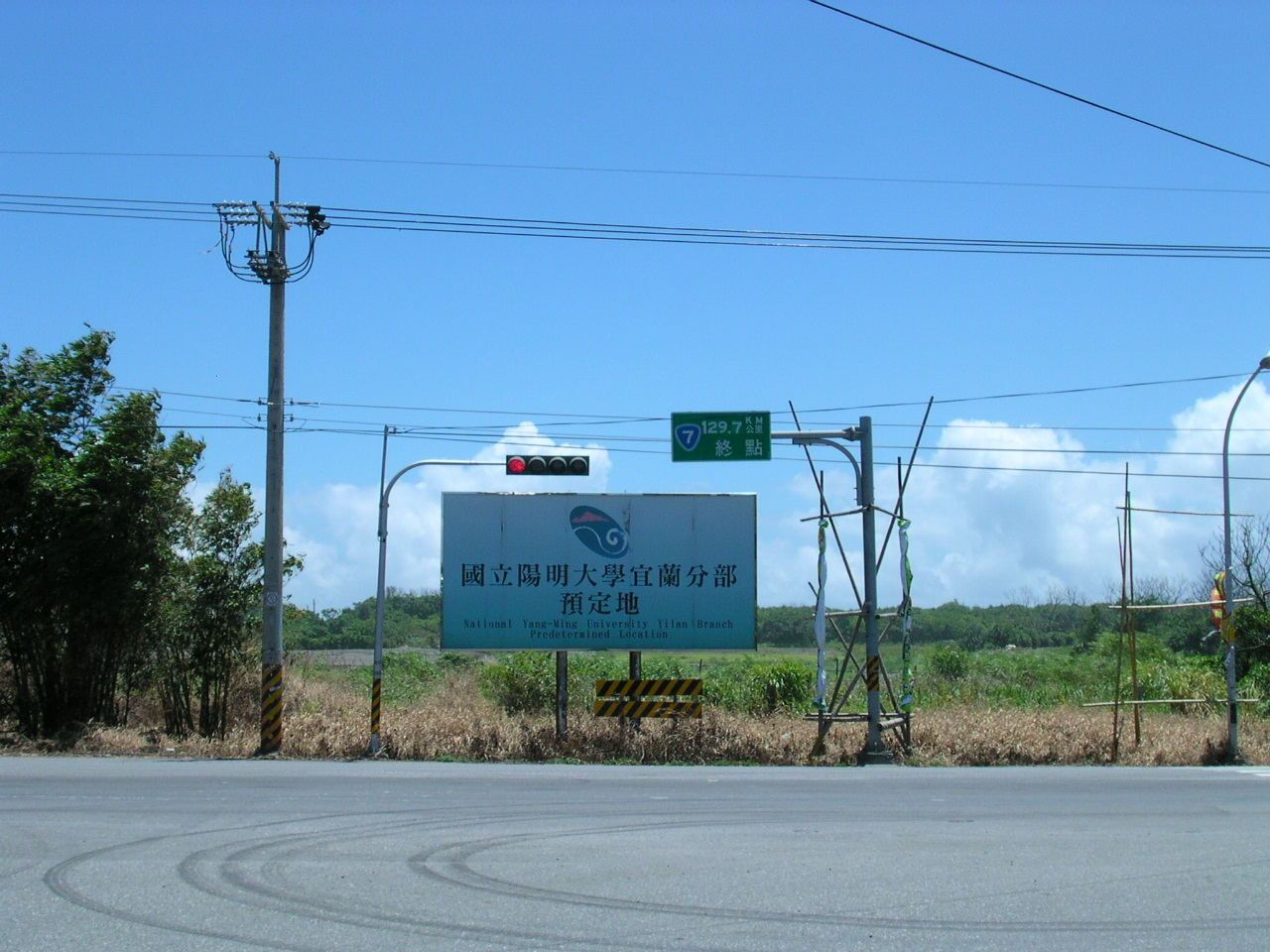
臺7線終點，位於宜蘭壯圍。

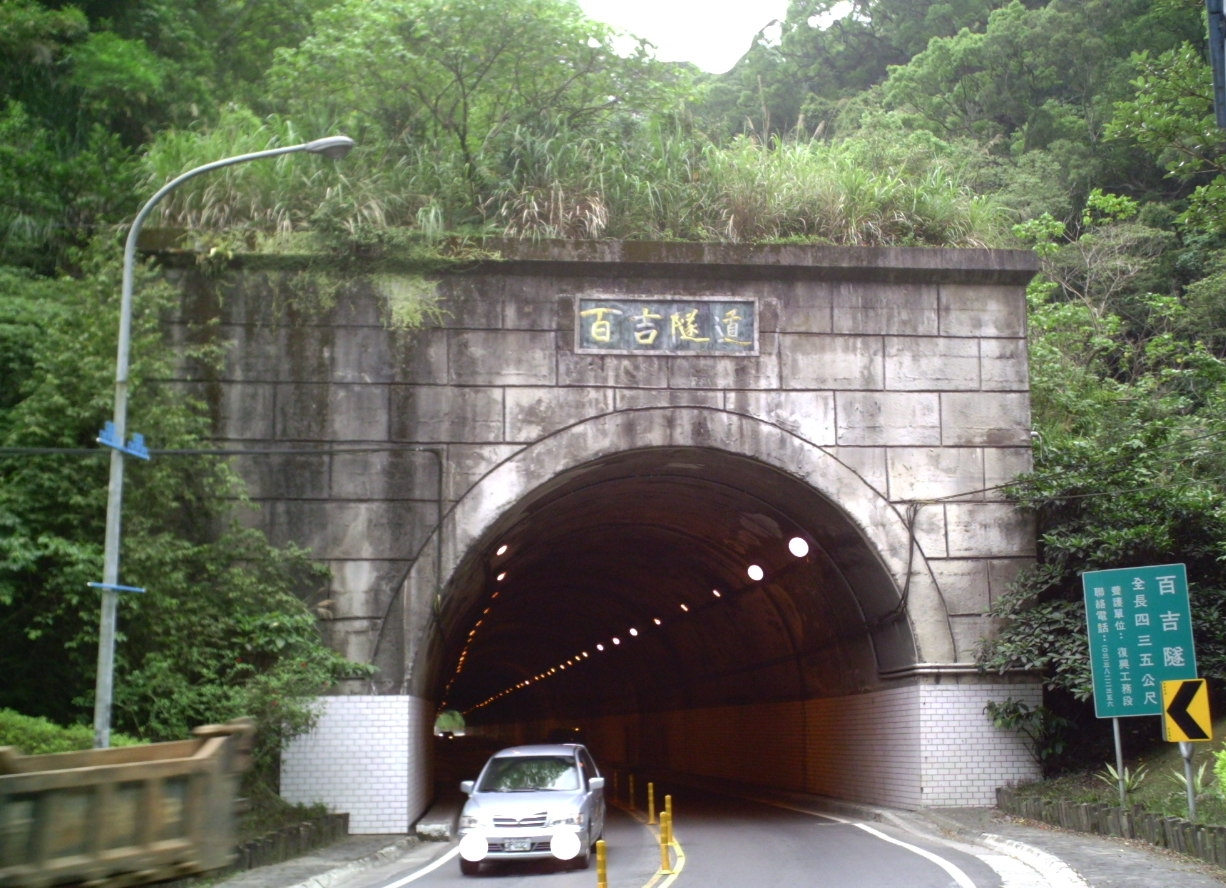
百吉隧道，位於桃園大溪

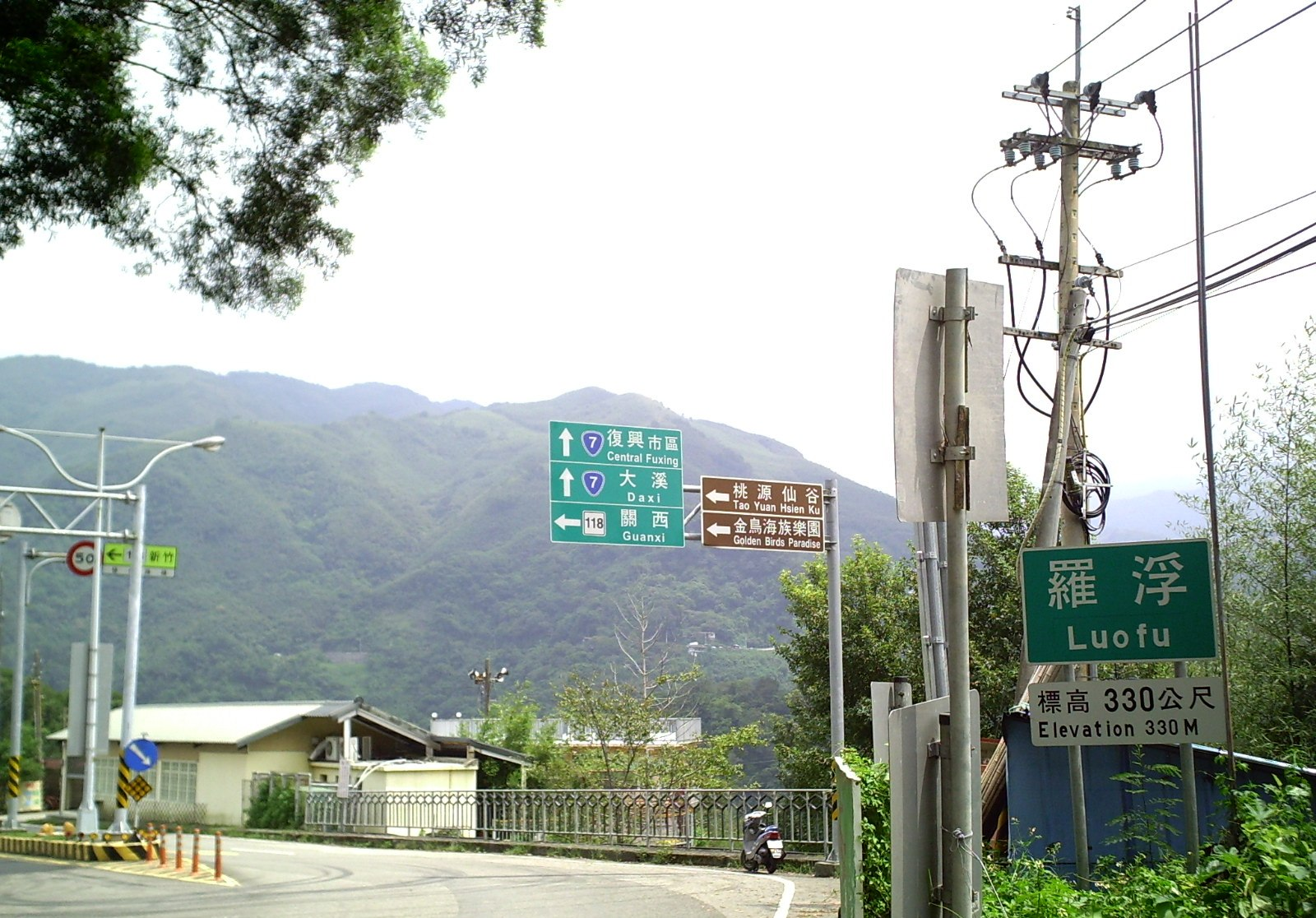
羅浮，台7線與市道118號交會處。

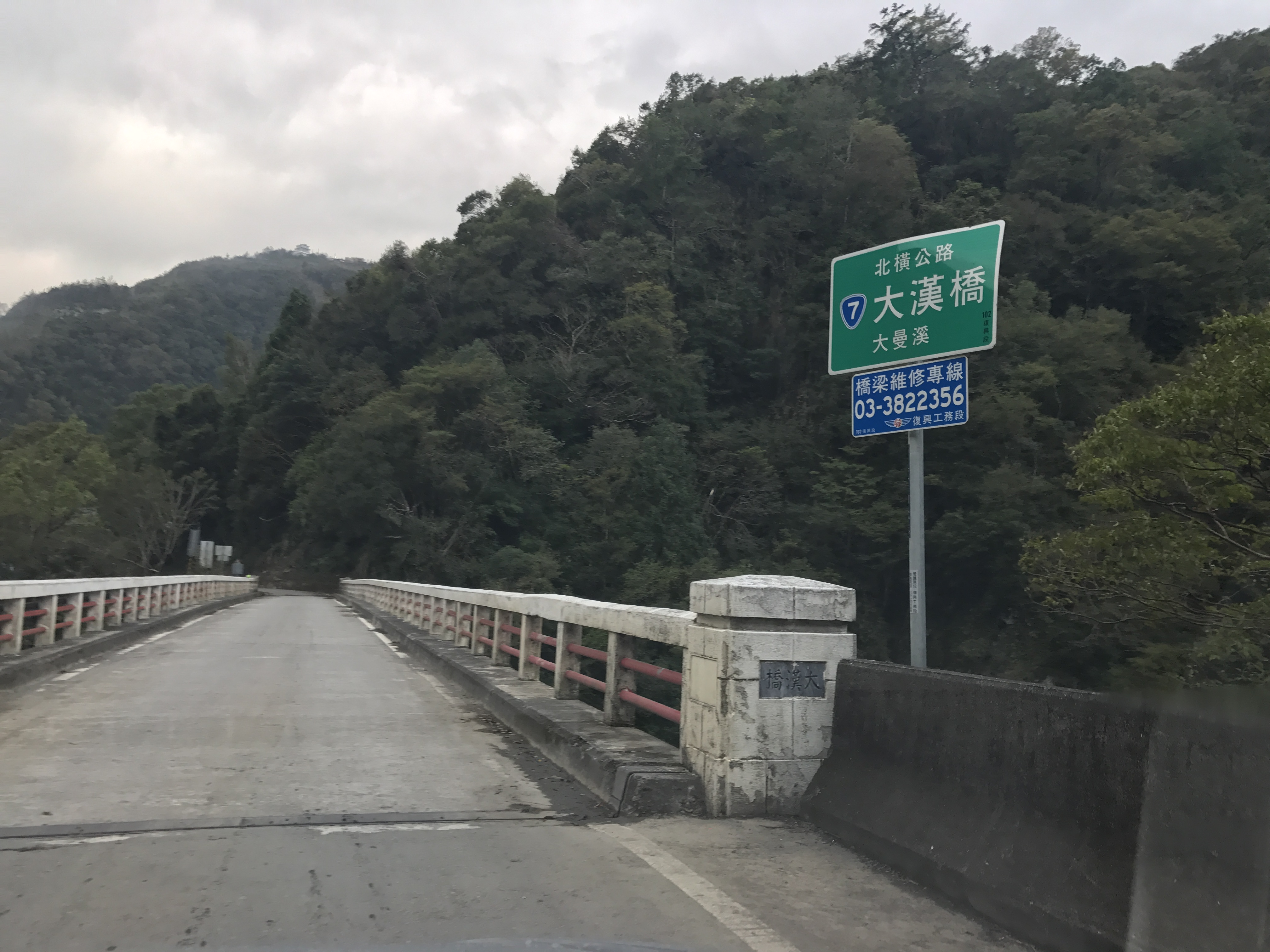
台7線 北橫公路大漢橋路段

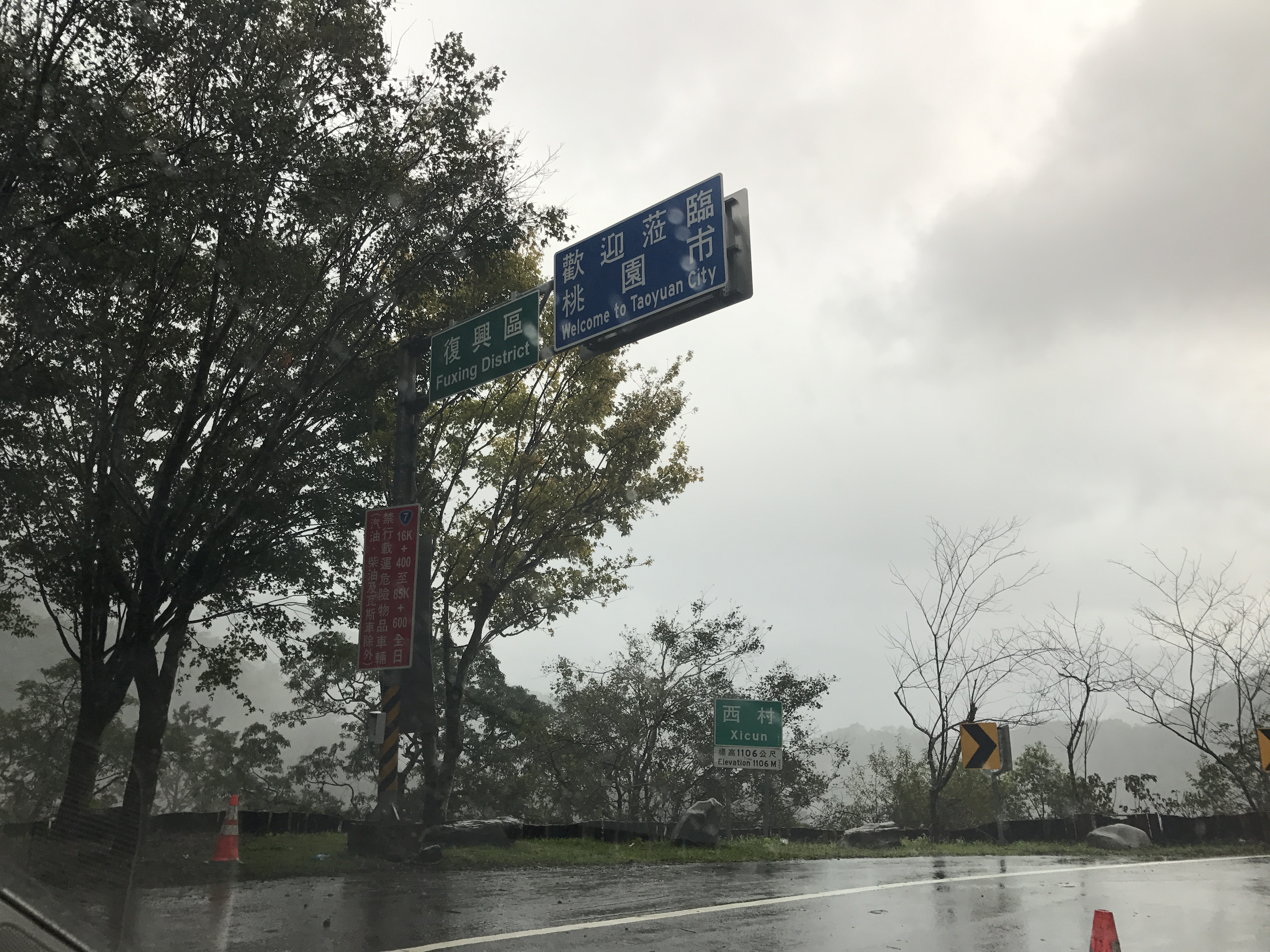
台7線 北橫公路西村路段

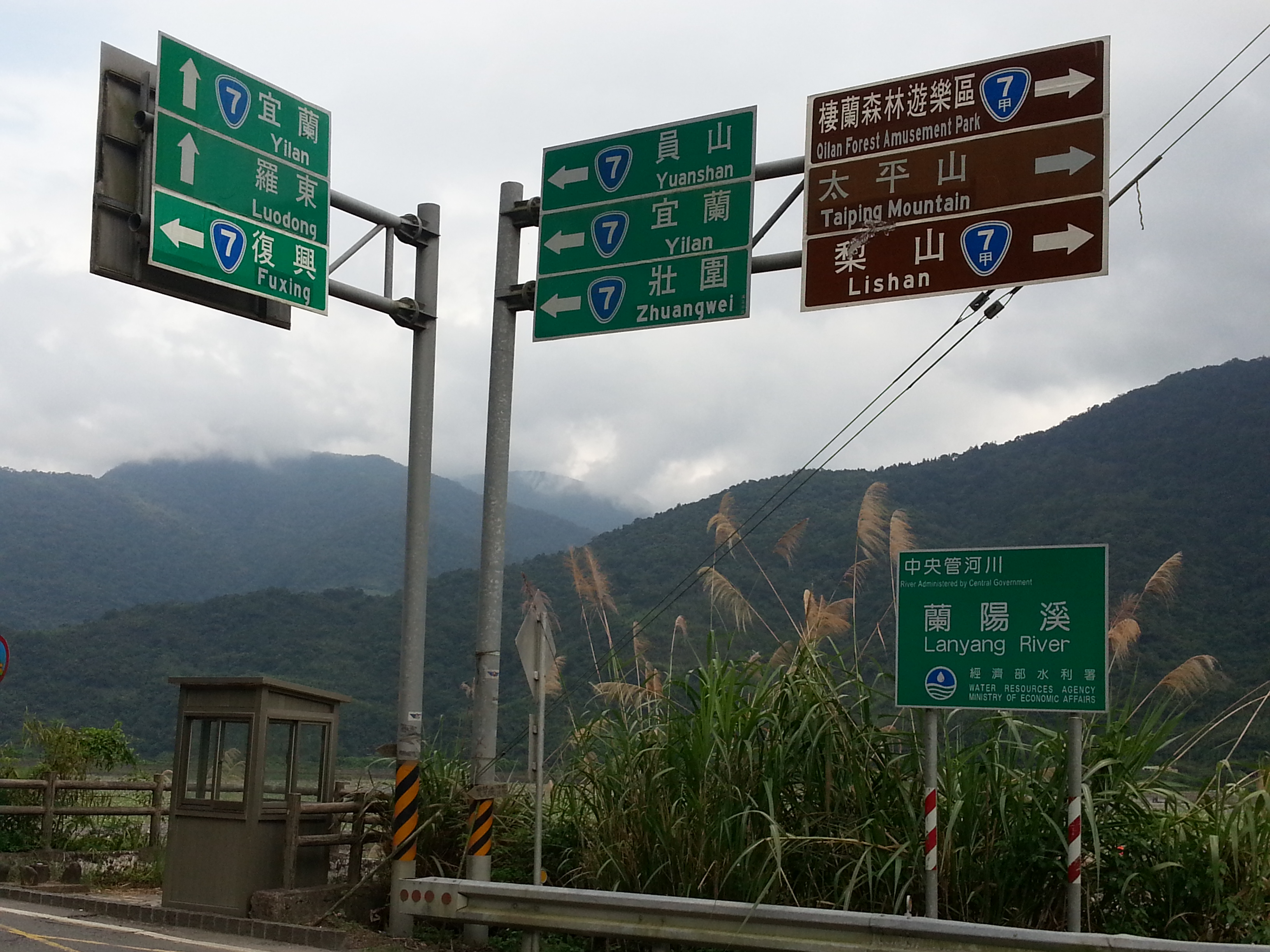
百韜橋路口連接台7線、台7甲線，同時此處也是台7甲線的起點。

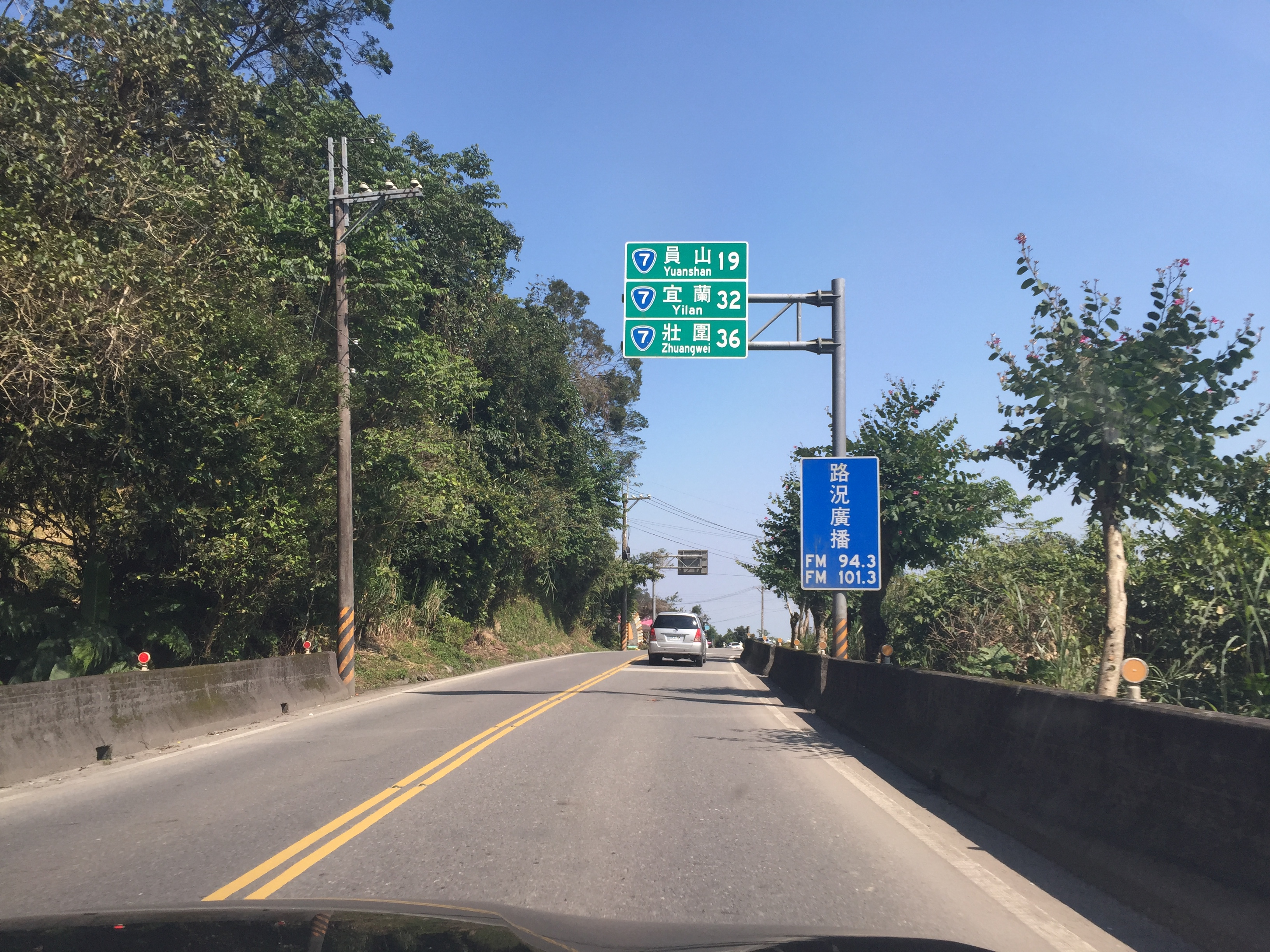
台7線行經宜蘭大同鄉泰雅路二段。

台7線（大溪－公館）是臺灣的一條省道，北起桃園市大溪區，南至宜蘭縣壯圍鄉公館，途經桃園市復興區、宜蘭縣大同鄉、員山鄉、宜蘭市，全長128.650公里。在大同、員山二鄉，臺7線大部分沿蘭陽溪修築。北部橫貫公路屬於臺7線的一部分。

## 行經鄉鎮市區、里程數
桃園市
- 大溪區：0k（起點，海拔118公尺，與台3線交岔）→大溪市區（慈湖路[1]→復興路）→ 三層→ 頭寮4.969k（故總統蔣經國陵寢，福安里） → 慈湖6.658k（海拔247公尺，先總統

蔣中正陵寢，牛角湳埤） → 百吉隧道（長435公尺）→洞口（桃118線岔路）→ 阿姆坪9.572k（桃63線岔路） → 三民(水流東)12.069k（台7乙線岔路）
- 復興區：三民12.069k → 枕頭山 → 角板山16.430k（桃117線岔路往復興市區，海拔410公尺）→ 澤仁橋（桃119線岔路往東眼山）→ 霞雲坪(哈盆habun) → 霞雲橋 （桃112線岔路）→ 桃115線岔路（可往小烏來）→ 復興橋/羅浮橋 → 羅浮里（拉號Rahao，海拔345公尺）→ 羅浮22.740k（市道118號羅馬公路岔路）→ 拉號橋 → 高坡 → 大灣 → 榮華隧道（長58公尺）→雪霧隧道（長375公尺，岔路往雪霧鬧Sebunao）→ 榮華33.156k→榮華壩（羅加Raga，海拔534公尺） → 卡議蘭 →里安 （比亞外Piyaway） → 高義40.488k（高義蘭 Kauilan，海拔600公尺） → 蘇樂橋 → 蘇樂（Solo，海拔643公尺） → 桃113線岔路（往三光里，合歡Gaogan） → 巴陵大橋→ 巴陵47.068k（Balong，桃116線岔路，海拔648公尺） → 大曼（大漢橋，海拔681公尺） → 萱源（海拔約850公尺） → 四稜58.121k（大漢守衛站，海拔1167公尺） → 西村60.866k（海拔1170公尺，桃宜市縣界）

宜蘭縣
- 大同鄉：西村（桃宜市縣界）→ 田丸 → 池端67.616k（明池國家森林遊樂區，海拔1160公尺）→四道班 74k（北橫公路最高點，海拔1216公尺）[2]→ 繃繃溪(芃芃溪) → 棲蘭山神木區入口（100林道路口，海拔1095公尺）→ 棲蘭九彎十八拐（76k-81k）→ 一道班 → 林森溪（排骨溪，海拔350公尺）→ 棲蘭85.653k（海拔330公尺，台7甲線中橫宜蘭支線起點岔路）→英士89.364k（芃芃、繃繃Bonbon，海拔310公尺）→ 英士橋 → 赤水橋 → 石頭橋 → 執信橋（員山溪） →牛鬥94.203k（台7丙線起點，海拔230公尺）→松羅98.035k ，（海拔195公尺）→羅裕橋、泰雅大橋岔路（可至天送埤及台7丙線，海拔155公尺）→ 崙埤102.356k → 長嶺路
- 員山鄉：長嶺路 → 冷水坑103.106k，海拔105公尺→ 粗坑108.351k → 再連111.181k（橫貫公路動土起點碑，海拔65公尺） → 上深溝 → 內城 → 員山水源地 → 尚德村 → 員山市區
- 宜蘭市：員山市區→ 金六結→ 泰山路→ 台7丁線岔路120.190k（中橫宜蘭支線舊終點）→ 宜蘭市區 （舊城南路→ 舊城東路→ 東港陸橋 → 東港路）→ 台9線岔路124.076k →  宜蘭交流道（縣道191號岔路）→ 壯圍市區
- 壯圍鄉：壯圍市區（壯五路）→ 古結路 → 縣民大道岔路（接縣道190號）  →壯圍大橋→ 紅葉路 → 公館128.650k（終點，接台2線）

## 支線

### 甲線

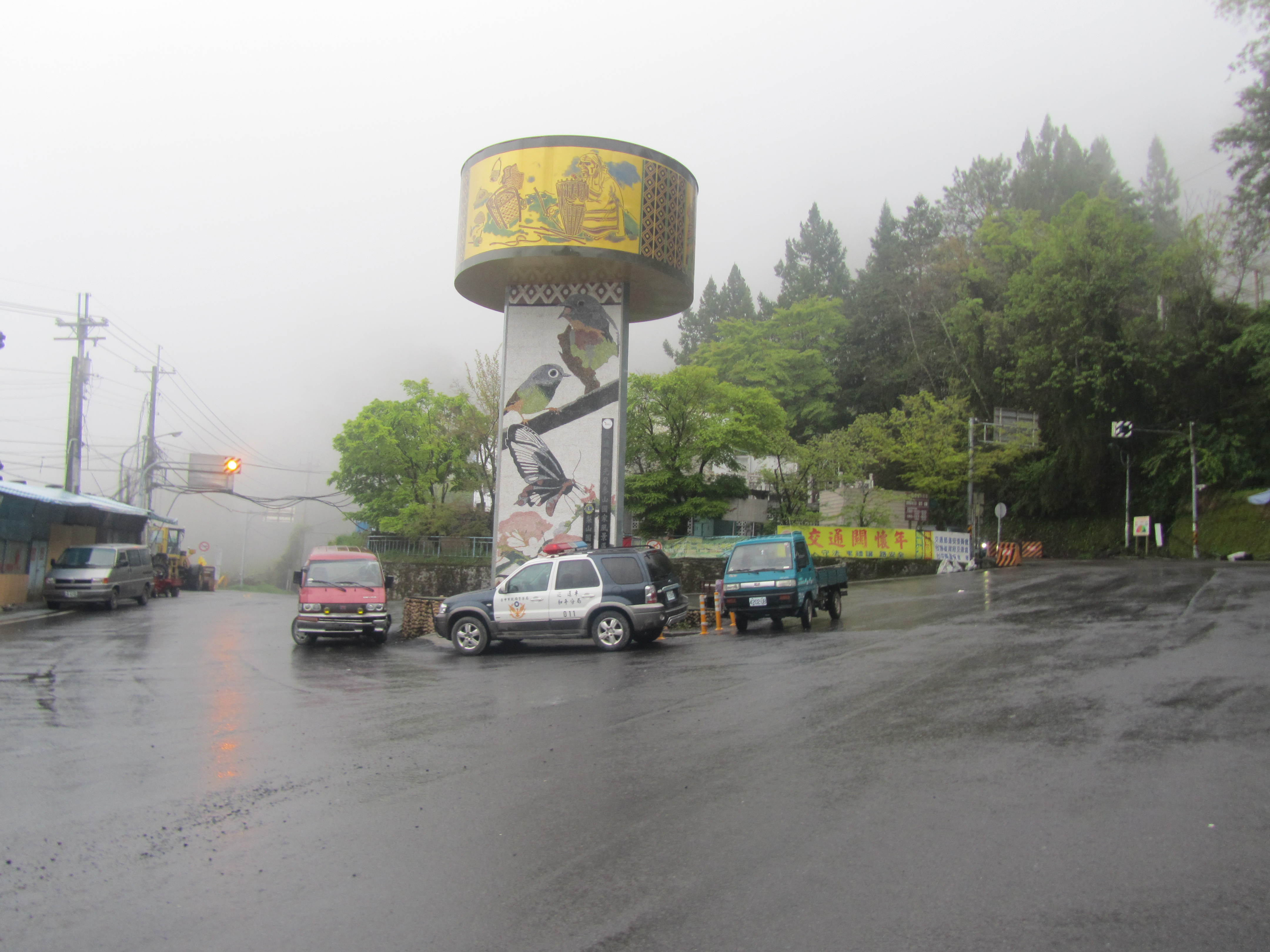
台7甲線終點（左）位於台8線上，兩公路交會處為一座圓環。

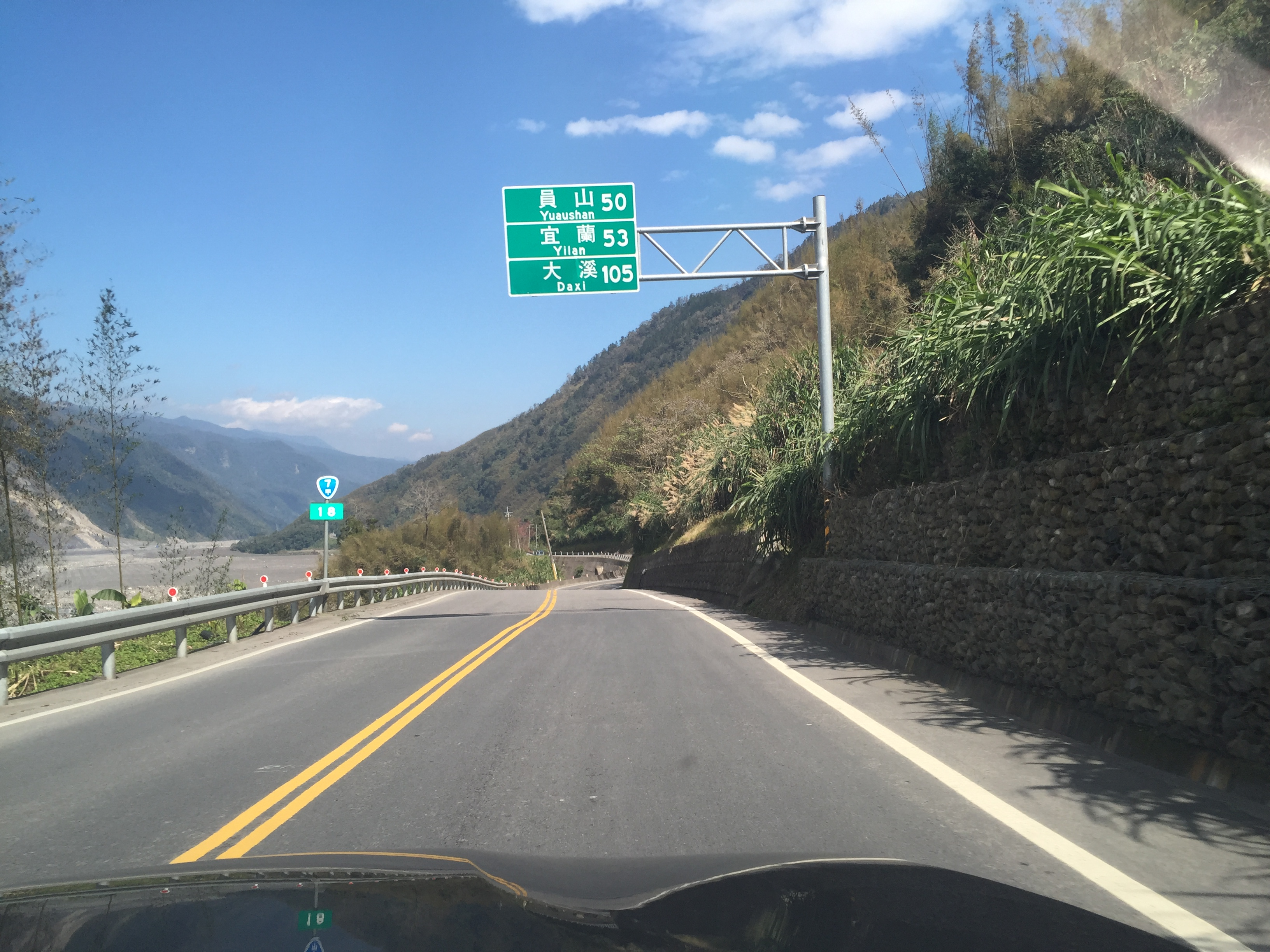
台7甲線指標18公里處，四季部落路段。

臺7甲線（百韜橋－梨山），北起宜蘭縣大同鄉棲蘭百韜橋，南至台中市和平區梨山，屬於中部橫貫公路宜蘭支線，全長為73.988公里，為第二長的省道支線（最長的為台19甲線）。在日治時期為埤亞南越嶺警備道。最初的中橫宜蘭支線，稱之為「台中羅東線」（梨山-羅東），包括今台七丙線牛鬥橋至羅東市區的路線。1956年中橫公路開工之前，計畫路線改成牛鬥橋往宜蘭市區的路線，稱為東西橫貫公路宜蘭支線，並編為台七線（宜蘭-梨山）。北橫公路通車以後，棲蘭百韜橋至梨山路段改編為台七甲線（棲蘭百韜橋-梨山），仍稱中橫宜蘭支線。
宜蘭縣
- 大同鄉：棲蘭百韜橋（起點，台7線岔路，海拔330公尺）→ 棲蘭森林遊樂區 3.0K → 家源橋 → 土場路口（往太平山國家森林遊樂區宜專1線太平山公路岔路，海拔400公尺）→ 獨立山(交通部公路局第四區養護工程處獨立山工務段，海拔428公尺)5.0K → 加蘭灣（Kinuran，加蘭橋/嘉惠橋）→ 茂安村（留茂安Rumoan，海拔605公尺）→ 志航橋 → 頂茂安 → 茂安橋 → 有澗橋 → 敦厚橋 → 碧水橋 → 四季（四季薰Sikikun，海拔750公尺） → 四季一橋19.0K → 四季二橋 → 繼光橋 → 四季平台（馬諾源Manayan ） → 則前橋 → 美優橋27.800K → 南山村（埤亞南社Pyanan，海拔1160公尺） → 可法橋 → 米摩登→ 家驤橋 → 馬當 → 星文橋 → 章傑橋 → 突稜 → 思源埡口 → 思源派出所(舊址)47.755K（中宜市縣界，海拔1950公尺）

台中市
- 和平區：宜中市縣界 → 思源 → 思源一～四號橋 → 勝光（有勝）49.585K→ 張良橋 → 馬鰣橋 →花圃50.954K → 香菇橋 → 蘭花橋 → 武陵路口（武陵農場/中124線岔路，海拔1850公尺）53.326K → 志良（志良節Shirasetsu）54.926K → 和平農場 → 苗圃（平岩、西拉岸Hiragan）57.127K → 環興（十四溪畔） → 平等里環山部落（司加耶武、志佳陽、西卡謠Sqoyaw，海拔1735公尺）62.027K → 龜山 → 清泉橋64.439K→松茂部落（大保久Tabuk）68.187K→梨山(撒拉茅社Slamao)73.988K（終點，台8線中橫公路岔路，海拔1707公尺）

### 乙線

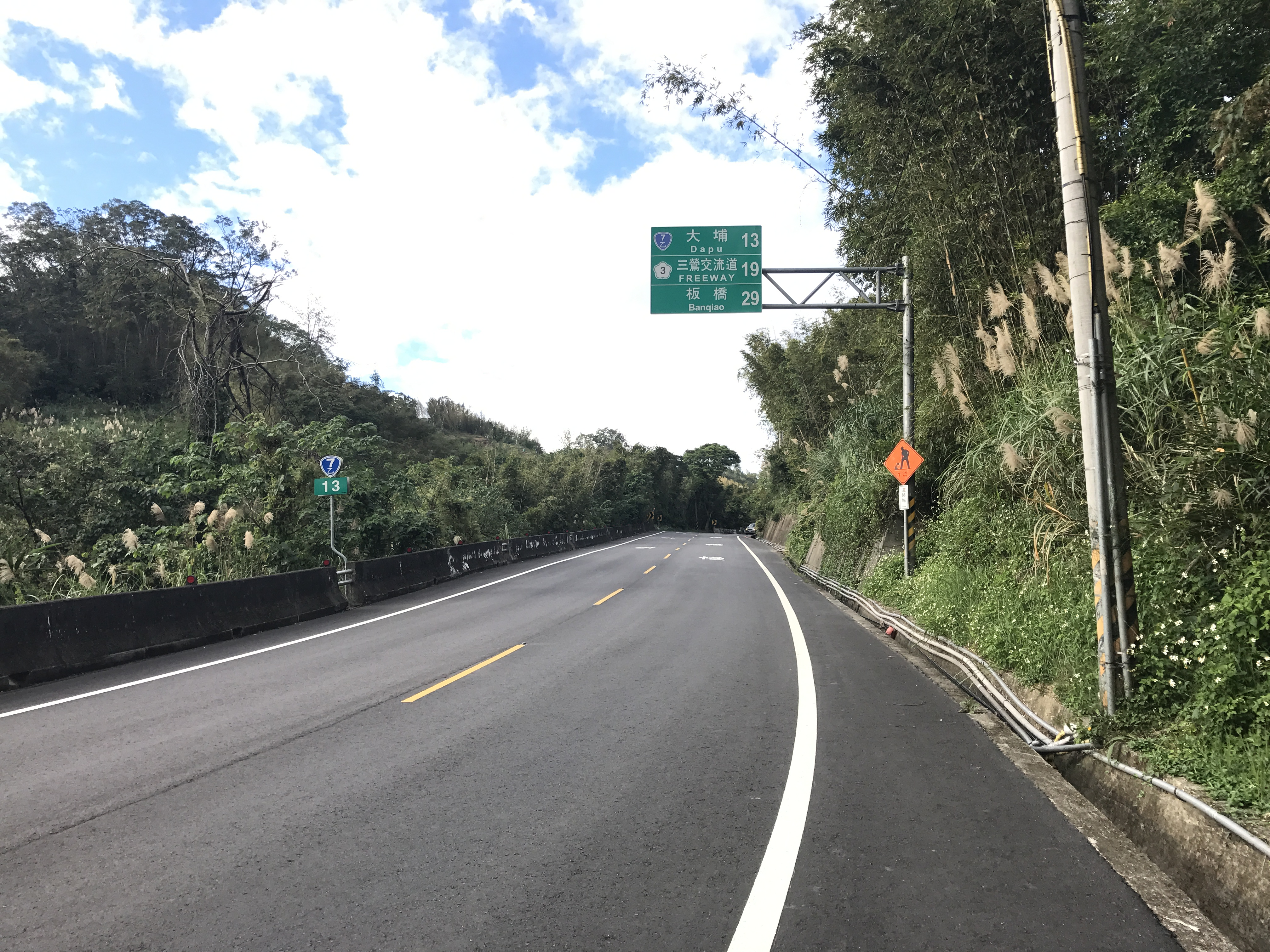
台7乙線 位於三民里路段

台7乙線（大埔－三民）全長14.150公里，起點在新北市三峽區大埔，終點在桃園市復興區三民。原台七線北橫公路西端起點位於三峽大埔，後來大溪至三民路段通車，此段改為支線。本線於日治時期曾為埤亞南越警備道路（三峽 - 三民 - 復興 - 巴陵 - 明池 - 芃芃社 - 棲蘭 - 南山）。
新北市
- 三峽區：大埔0.000k（起點，台3線岔路，海拔60公尺）→ 湊合 → 五寮里 →新北、桃園市界8.304k

桃園市
- 大溪區：十三分10.284k → 詩朗Shiron→ 分水崙
- 復興區：水流東 → 三民里14.15k(終點，台7線岔路，海拔320公尺)

### 丙線

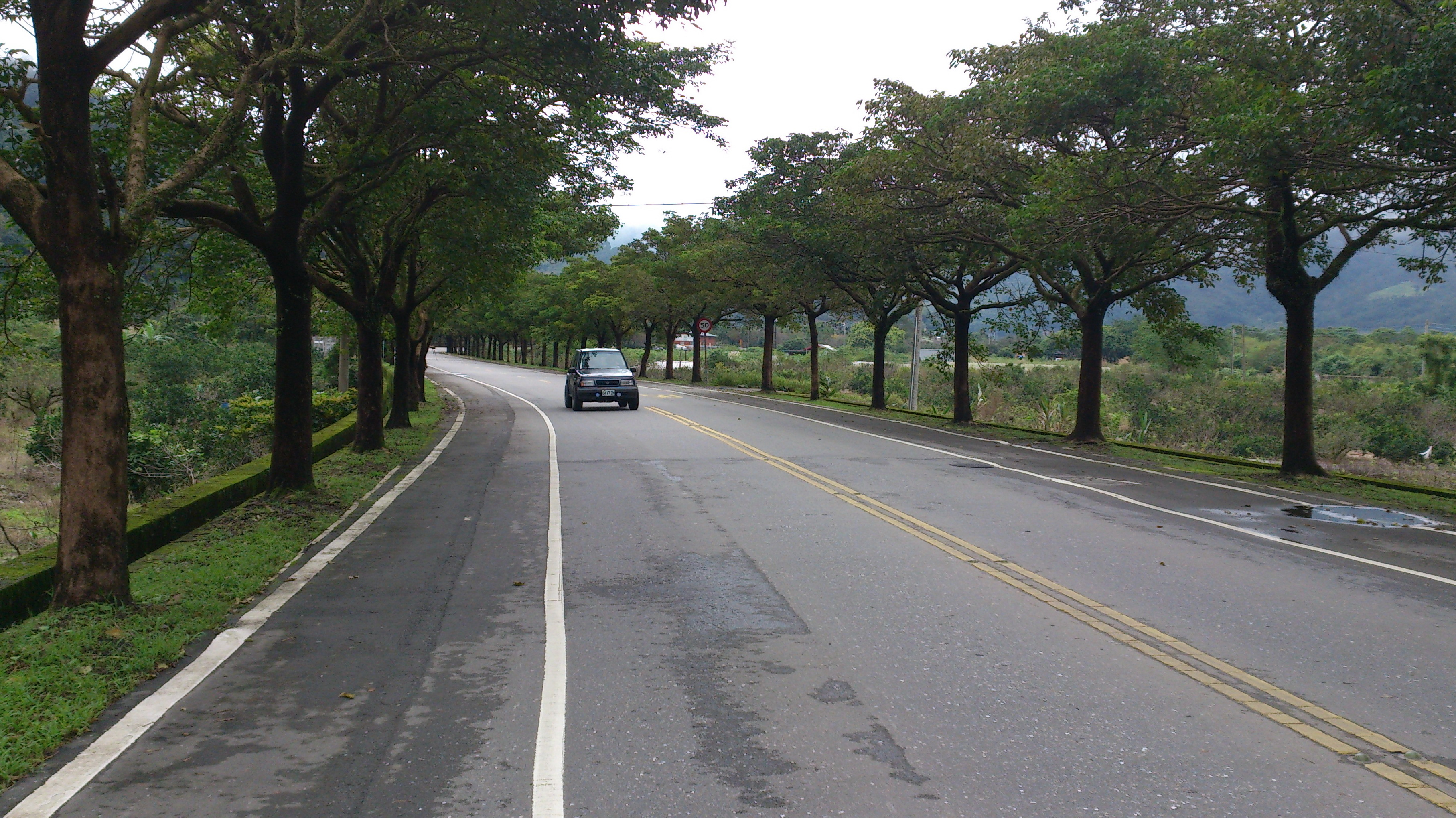
台七丙线三星段

台7丙線（牛鬥－利澤簡）西起於宜蘭縣大同鄉牛鬥橋，東至宜蘭縣五結鄉利澤簡，全長31.337公里，全線位於宜蘭縣境。1956年中橫開工前計畫的中橫宜蘭支線，曾稱為羅東梨山線，包括今台七丙線（羅東-牛鬥橋）、台七線（牛鬥橋-棲蘭百韜橋）、台七甲線（棲蘭百韜橋-梨山），後來中橫宜蘭支線改成經由牛鬥橋往宜蘭市區，羅東-牛鬥橋路段成為台七線的支線。
- 大同鄉／三星鄉：牛鬥橋0.000k（起點，台7線岔路，海拔230公尺）
- 三星鄉：清水湖3.297k（海拔177公尺）
- 大同鄉：復興村（大溪）5.456k→清水橋
- 三星鄉：清水橋→長埤湖（員山村，海拔215公尺）→天送埤10.687k（海拔138公尺）→破布烏→三星市區（叭哩沙湳）13.885k（縣道196號岔路，海拔98公尺）→三星橋→田心（宜蘭監獄）→大隱村→大埔→柯子林（左冬山鄉，右三星鄉）
- 冬山鄉：柯子林→廣興大橋→廣興村23.819k→羅東市區(中橫宜蘭支線最初計畫起點)
- 羅東鎮：羅東26.375k（台9線岔路）→北宜高羅東交流道（縣道191號岔路）
- 五結鄉：羅東交流道→鼎橄社29.181k→冬山河親水公園→利澤簡橋→利澤簡31.337k（終點，台2戊線岔路）

### 丁線
台7丁線（雙連埤－宜蘭）西起於宜蘭縣員山鄉雙連埤，東至宜蘭縣宜蘭市，全長16.153公里，全線位於宜蘭縣境。為2014年7月16日行政院公告解編與重編新路線之一，本路線為原台9甲線宜蘭段。雙連埤以西路段尚有可通行至福山植物園的道路，但不算在台7丁的路線(此道路約8公里，4k處設有檢查哨，需持有入山證才可進入)
宜蘭縣
- 員山鄉：雙連埤0k（起點，海拔500公尺）→圳頭6.084k→內員山10.834k→新城橋14k
- 宜蘭市：新城橋14k→宜蘭酒廠前舊城西南路口16.153k（終點，台7線岔路）

#### 原計畫路線（已經解編）
孝義→西坑林道20km處→獅坑橋約27到28km→中間不明路段(宜蘭縣礁溪鄉二結村)→阿玉山1225峰→雙連埤林道→雙連埤49km 
- 行經鄉鎮市區(以順樁方向)：新北市烏來區，宜蘭縣員山鄉(枕山村)

## 里程表
臺七線
| 縣市   | 鄉鎮   | 里程數(KM) |
| ------ | ------ | ---------- |
| 桃園市 | 全區   | 60.2       |
| 桃園市 | 大溪區 | 12.2       |
|        | 復興區 | 48         |
| 宜蘭縣 | 全區   | 68.45      |
| 宜蘭縣 | 大同鄉 | 41.2       |
|        | 員山鄉 | 15.7       |
|        | 宜蘭市 | 6          |
|        | 壯圍鄉 | 5.55       |

臺七甲線
| 縣市   | 鄉鎮   | 里程數(KM) |
| ------ | ------ | ---------- |
| 宜蘭縣 | 全區   | 45.3       |
| 宜蘭縣 | 大同鄉 | 45.3       |
| 臺中市 | 全區   | 28.6       |
| 臺中市 | 和平區 | 28.6       |

臺七乙線
| 縣市   | 鄉鎮   | 里程數(KM) |
| ------ | ------ | ---------- |
| 新北市 | 全區   | 8.1        |
| 新北市 | 三峽區 | 8.1        |
| 桃園市 | 全區   | 6          |
| 桃園市 | 大溪區 | 6          |

臺七丙線
| 縣市   | 鄉鎮   | 里程數(KM) |
| ------ | ------ | ---------- |
| 宜蘭縣 | 全區   | 31.3       |
| 宜蘭縣 | 大同鄉 | 0.6        |
|        | 三星鄉 | 21.4       |
|        | 冬山鄉 | 2.1        |
|        | 羅東鎮 | 4.8        |
|        | 五結鄉 | 2.4        |

臺七丁線
| 縣市   | 鄉鎮   | 里程數(KM) |
| ------ | ------ | ---------- |
| 宜蘭縣 | 全區   | 15.9       |
| 宜蘭縣 | 宜蘭市 | 2          |
|        | 員山鄉 | 13.9       |

資料來源：Google地圖精算

## 未來路線調整
「宜蘭B聯絡道員山延伸段道路闢建工程」完工後，台7線與縣道190號將互換線名與路線改編（縣民大道、嵐峰路一段、進士－員山的路段改編台7線，壯圍鄉起經東港路、舊城北路、舊城西路、泰山路至員山鄉的路段改編縣道190號）。

## 交流道
- 宜蘭交流道